# Дебелецови
Дебелецови (Crassulaceae) е семейство двусемеделни растения, от разред Saxifragales. Включва около 1400 вида, разпространени по целия свят с изключение на Австралия, като са най-типични за Северното полукълбо и Южна Африка. Много видове се използват като декоративни растения.

## Родове
- Adromischus
- Aeonium
- Aichryson
- Chiastophyllum
- Cotyledon
- Crassula
- Diamorpha
- Dudleya
- Echeveria
- Graptopetalum
- Greenovia
- Hylotelephium
- Hypagophytum
- Jovibarba
- Kalanchoe
- Lenophyllum
- Monanthes
- Orostachys
- Pachyphytum
- Perrierosedum
- Phedimus
- Pistorinia
- Prometheum
- Pseudosedum
- Rhodiola
- Rosularia
- Sedum – Тлъстига
- Sempervivum – Дебелец
- Thompsonella
- Tylecodon
- Umbilicus
- Villadia

## Видове
Jovibarba heuffelii – Хойфелиев нежит
Rhodiola rosea – Розов златовръх
Sedum acre – Лютива тлъстига
Sedum album – Бяла тлъстига
Sedum maximum – Голяма тлъстига
Sempervivum erythraeum – Червен дебелец
Sempervivum leucanthum – Белоцветен дебелец
Sempervivum marmoreum – Мраморен дебелец
Sempervivum tectorum – Покривен дебелец
Umbilicus erectus – Изправено виделиче